# CONSUR Women’s Sevens 2023 (czerwiec)
CONSUR Women’s Sevens 2023 – dwudzieste drugie mistrzostwa strefy CONSUR w rugby 7 kobiet, oficjalne międzynarodowe zawody rugby 7 o randze mistrzostw kontynentu organizowane przez Sudamérica Rugby mające na celu wyłonienie najlepszej żeńskiej reprezentacji narodowej w tej dyscyplinie sportu w strefie CONSUR, które odbyły się w dniach 17–18 czerwca 2023 roku w Montevideo. Turniej służył również jako kwalifikacja do turnieju rugby 7 na Letnich Igrzyskach Olimpijskich 2024.

## Informacje ogólne
Do rozegranych na Estadio Charrúa w Montevideo zawodów zostało zaproszonych wszystkich dziewięć związków zrzeszonych w Sudamérica Rugby będących jednocześnie pełnymi członkami World Rugby. Do rozgrywek przystąpiło siedem zespołów, które rywalizowały systemem kołowym w ramach jednej grupy. Bezpośrednią kwalifikację na Letnie Igrzyska Olimpijskie 2024 uzyskiwał zwycięzca zawodów, dwa kolejne zespoły otrzymały natomiast prawo do występu w turnieju barażowym.
Z kompletem zwycięstw uzyskując tym samym bezpośredni awans na igrzyska w Paryżu triumfowały po raz kolejny Brazylijki, które w całym turnieju straciły jedynie dwanaście punktów, na podium uplasowały się także Argentyna i Paragwaj otrzymując prawo do występu w światowym turnieju kwalifikacyjnym.

## Faza grupowa
| 17 czerwca 202309:00 | Kolumbia | 0:19 | Argentyna | Estadio Charrúa, Montevideo |
| 17 czerwca 202309:00 |          | 0:19 |           | Estadio Charrúa, Montevideo |

| 17 czerwca 202309:23 | Brazylia | 27:0 | Peru | Estadio Charrúa, Montevideo |
| 17 czerwca 202309:23 |          | 27:0 |      | Estadio Charrúa, Montevideo |

| 17 czerwca 202309:46 | Chile | 14:12 | Urugwaj | Estadio Charrúa, Montevideo |
| 17 czerwca 202309:46 |       | 14:12 |         | Estadio Charrúa, Montevideo |

| 17 czerwca 202311:46 | Brazylia | 17:5 | Argentyna | Estadio Charrúa, Montevideo |
| 17 czerwca 202311:46 |          | 17:5 |           | Estadio Charrúa, Montevideo |

| 17 czerwca 202312:09 | Chile | 17:12 | Peru | Estadio Charrúa, Montevideo |
| 17 czerwca 202312:09 |       | 17:12 |      | Estadio Charrúa, Montevideo |

| 17 czerwca 202312:32 | Urugwaj | 7:24 | Paragwaj | Estadio Charrúa, Montevideo |
| 17 czerwca 202312:32 |         | 7:24 |          | Estadio Charrúa, Montevideo |

| 17 czerwca 202314:32 | Kolumbia | 34:7 | Peru | Estadio Charrúa, Montevideo |
| 17 czerwca 202314:32 |          | 34:7 |      | Estadio Charrúa, Montevideo |

| 17 czerwca 202314:55 | Brazylia | 27:0 | Paragwaj | Estadio Charrúa, Montevideo |
| 17 czerwca 202314:55 |          | 27:0 |          | Estadio Charrúa, Montevideo |

| 17 czerwca 202315:18 | Argentyna | 52:0 | Chile | Estadio Charrúa, Montevideo |
| 17 czerwca 202315:18 |           | 52:0 |       | Estadio Charrúa, Montevideo |

| 17 czerwca 202317:18 | Paragwaj | 14:14 | Kolumbia | Estadio Charrúa, Montevideo |
| 17 czerwca 202317:18 |          | 14:14 |          | Estadio Charrúa, Montevideo |

| 17 czerwca 202317:41 | Peru | 10:12 | Urugwaj | Estadio Charrúa, Montevideo |
| 17 czerwca 202317:41 |      | 10:12 |         | Estadio Charrúa, Montevideo |

| 18 czerwca 202309:00 | Paragwaj | 14:12 | Chile | Estadio Charrúa, Montevideo |
| 18 czerwca 202309:00 |          | 14:12 |       | Estadio Charrúa, Montevideo |

| 18 czerwca 202309:46 | Argentyna | 43:0 | Urugwaj | Estadio Charrúa, Montevideo |
| 18 czerwca 202309:46 |           | 43:0 |         | Estadio Charrúa, Montevideo |

| 18 czerwca 202311:23 | Kolumbia | 22:0 | Chile | Estadio Charrúa, Montevideo |
| 18 czerwca 202311:23 |          | 22:0 |       | Estadio Charrúa, Montevideo |

| 18 czerwca 202311:46 | Peru | 0:31 | Argentyna | Estadio Charrúa, Montevideo |
| 18 czerwca 202311:46 |      | 0:31 |           | Estadio Charrúa, Montevideo |

| 18 czerwca 202312:09 | Brazylia | 48:0 | Urugwaj | Estadio Charrúa, Montevideo |
| 18 czerwca 202312:09 |          | 48:0 |         | Estadio Charrúa, Montevideo |

| 18 czerwca 202314:04 | Peru | 12:26 | Paragwaj | Estadio Charrúa, Montevideo |
| 18 czerwca 202314:04 |      | 12:26 |          | Estadio Charrúa, Montevideo |

| 18 czerwca 202314:27 | Brazylia | 45:7 | Chile | Estadio Charrúa, Montevideo |
| 18 czerwca 202314:27 |          | 45:7 |       | Estadio Charrúa, Montevideo |

| 18 czerwca 202314:50 | Kolumbia | 12:17 | Urugwaj | Estadio Charrúa, Montevideo |
| 18 czerwca 202314:50 |          | 12:17 |         | Estadio Charrúa, Montevideo |

| 18 czerwca 202316:53 | Paragwaj | 7:31 | Argentyna | Estadio Charrúa, Montevideo |
| 18 czerwca 202316:53 |          | 7:31 |           | Estadio Charrúa, Montevideo |

| 18 czerwca 202317:43 | Brazylia | 38:0 | Kolumbia | Estadio Charrúa, Montevideo |
| 18 czerwca 202317:43 |          | 38:0 |          | Estadio Charrúa, Montevideo |

## Klasyfikacja końcowa
| Miejsce | Reprezentacja | Uwagi                       |
| ------- | ------------- | --------------------------- |
| 1       | Brazylia      | awans na: LIO 2024          |
| 2       | Argentyna     | awans do: baraży o LIO 2024 |
| 3       | Paragwaj      | awans do: baraży o LIO 2024 |
| 4       | Kolumbia      | -                           |
| 5       | Urugwaj       | -                           |
| 6       | Chile         | -                           |
| 7       | Peru          | -                           |